# V Pay
V PAY — дебетовая карта, выпускаемая Visa Europe. Представляет собой полноценную chip and PIN карту, которая может выпускаться как кобрендовая с различными национальными схемами дебетовых карт, такими как немецкая Girocard или итальянская Pagobancomat. V PAY разработана как карта, удовлетворяющая требованиям единой зоны платежей в евро, что даёт возможность пользоваться ею везде в Европейском союзе и конкурировать с похожим карточным продуктом Maestro от MasterCard. V PAY начали принимать в торговых точках во Франции и Греции с 2005 года, с 2006 года в Германии и Италии и с тех пор она получила широкое распространение в других европейских странах — по состоянию на 2010 год было выпущено 14 млн. карт V PAY.

## Распространение
По сравнению со своим основным конкурентом, Maestro, карты V PAY не могут быть использованы в среде, не поддерживающей чип и PIN, а авторизация по ним не может подтверждаться подписью. Тем самым ограничивается приём этих карт в странах и торговых точках, не перешедших на эту систему. Кроме того, в отличие от Maestro, которые выдаются и принимаются во всём мире, V PAY разработана как специфичный европейский продукт, то есть не выпускается и не принимается, кроме как в европейских странах. Этим строго ограничивается полезность карты при выезде за границы Европейского союза и невозможно будет воспользоваться ею при поездке, например, в США.
Также V PAY не принимаются на Украине.
В общем случае места обслуживания карт V PAY имеют логотип с символами V PAY. Аналогичные платёжные карты немецких банков (так называемые кобрендовые карты) для обозначения используют логотип Girocard, и, соответственно, работают во всех торговых точках Германии с логотипами Girocard (присутствие зарубежного логотипа карт V PAY не обязательно, т. к. у банка-эквайрера, как правило, есть соответствующее соглашение о работе с картами V PAY).